# Várzea (Paraíba)
Várzea é município brasileiro do estado da Paraíba, localizado no Sertão do Seridó Paraibano, na Região Geográfica Imediata de Patos e integrante da Região Metropolitana de Patos. De acordo com a estimativa do IBGE no ano de 2017, sua população foi de 2.820 habitantes. A área territorial é de 190 km².

## Geografia
O município está incluído na área geográfica de abrangência do semiárido brasileiro, definida pelo Ministério da Integração Nacional em 2005.  Esta delimitação tem como critérios o índice pluviométrico, o índice de aridez e o risco de seca.

## Educação
Várzea é uma cidade que se destaca na área de educação pública, apresentou em 2011 a maior nota do IDEB nas séries iniciais do Estado da Paraíba, com 6,6 e, uma das maiores nas regiões Norte e Nordeste (7º), sendo referência nacional nos indicadores educacionais e sociais. Conforme dados estatísticos, 97,9% dos habitantes são alfabetizados; detém o menor índice de analfabetismo do Estado e da região Nordeste, com apenas 2,1% da população não alfabetizada, e taxas de evasão e repetência quase nulas. Não apresenta aluno em idade escolar fora da escola, inexistindo distorção idade-série.